# Saurauia excavata
Saurauia excavata är en tvåhjärtbladig växtart som beskrevs av Pieter Willem Korthals. Saurauia excavata ingår i släktet Saurauia och familjen Actinidiaceae. Inga underarter finns listade i Catalogue of Life.